# Glenn Close
Glenn Close (Greenwich, Connecticut, 1947. március 19. –) háromszoros Golden Globe- és háromszoros Emmy-díjas amerikai színpadi és filmszínésznő.

## Fiatalkora
Glenn Close a Connecticut állambeli Greenwichben született, szülei Bettine (lánykori neve Moore) és William Tal(g)iaferro Close orvos. A Choate Rosemary Hall iskolába járt, ugyanúgy, mint Michael Douglas. Nagyapja természettudós volt, apja pedig kórházat nyitott Afrikában, és Glenn több évet élt ott családjával. Tizenkét generációra visszamenőleg kékvérű új-angliai felmenőkkel rendelkezik.

## Pályafutása
Close televíziós mellékszerepekkel kezdte pályáját 1974-ben. Első filmes szerepét 1982-ben, a Garp szerint a világ című műben kapta, és amelynek filmbeli megformálásáért rögtön Oscar-díjra jelölték, csakúgy, mint következő, '83-as filmjéért is (A nagy borzongás). A következő Oscar-jelölést az 1984-es Őstehetségben kapta, amiben Robert Redforddal és Kim Basingerrel játszott. Rá egy évre Jeff Bridgesszel szerepelt a Kicsorbult tőr című thrillerben.
1987-ben a Végzetes vonzerő című filmben alakította Michael Douglas elvakult, mindenre elszánt szeretőjét. Pedig nem is ő volt az első jelölt Alex Forrest szerepére. Debra Winger, Barbara Hershey, Miranda Richardson és Sharon Stone is lepasszolta a szerepet, így a lehetőség átszállt Glennre, aki egy csepp csalódást sem okozott a nézőknek. Alakításáért Oscar-, és Golden Globe-díjra jelölték.
1988-ban a Veszedelmes viszonyok fő gonoszát, Marquise de Merteuil-t alakította, aki egy higgadt és tudatos „vérszívó”, alapos terveket gyárt ellenfeleinek. A filmben Close BAFTA-díj jelölése mellett ötödik alkalommal kapott Oscar jelölését is. A drámában John Malkovichcsal, Michelle Pfeifferrel, Keanu Reevesszel és Uma Thurmannel játszik.
1990-ben Jeremy Irons oldalán játszott A szerencse forgandó című drámában, majd pedig Franco Zeffirelli rendezésében Mel Gibsonnal a Hamletben.
1991-ben a Feleség kerestetik című családi drámafilmben megkapta Sarah szerepét. A filmben Christopher Walken által megformált özvegyember egyedül neveli két gyermekét. Hirdetést ad fel, hogy találjon egy kedves asszonyt, aki segítene neki. Sarah a házassági hirdetésre jelentkezve elindul a férfihoz és a gyermekekhez. A filmet a nagy sikerre való tekintettel 1993-ban A szél ellenében címmel folytatták. 1999-ben elkészült a harmadik része is (A tél vége). Close az első részben Golden Globe- és Emmy-díj jelölést kapott.
1993-ban újra együtt játszott Jeremy Ironsszal a Kísértetház című drámában. Hasonló karakterük miatt gyakran összetévesztik Meryl Streeppel, akivel az életben nagyon jó barátok.
Bár Close elsősorban drámai erejű színésznő, tehetsége és habitusa ahhoz passzol leginkább, ennek ellenére 1996-ban elvállalt egy kevésbé komoly, ám igen népszerű műfajhoz kötődő karaktert, a 101 kiskutya Szörnyella De Frászát, amiért Golden Globe jelölést kapott, vígjáték kategóriában. Close mellett játszottak még a vásznon Jeff Daniels és Hugh Laurie. 2000-ben folytatták a történetet, 102 kiskutya címmel. A második részben Close Gérard Depardieu-vel szerepelt. Habár kevésbé komoly szerepben, '96-ban, a Tim Burton által rendezett Támad a Mars! című fekete-komédiában is szerepelt.
Julia Robertsszel, valamint újra együtt játszott John Malkovichcsal A gonosz csábítása című pszichothrillerben. 1997-ben pedig Gary Oldman és Harrison Ford mellett Az elnök különgépe című akciófilmben.
Az oroszlán télen című történelmi drámájáért 2005-ben megkapta a Golden Globe-díjat, valamint Emmyre is jelölték. A stepfordi felségekben Nicole Kidmannel és Christopher Walkennel játszott.
2005-ben erős szerepet kapott a Kemény zsaruk című akciósorozatban, amiért Golden Globe és Emmy-jelölést is kapott. Talán ennek a szerepének köszönheti, hogy a 2007 és 2010 között forgatott A hatalom hálójában című krimisorozat készítői felfigyeltek arra, hogy nemcsak filmekben, de sorozatokban is kiválóan alakít. Meg is kapta a határozott büntetőperes ügyvédnő, Patty Hewes szerepét, amiért  két Emmy-, és egy Golden Globe-díjat kapott. 2007-ben a Koltai Lajos által rendezett Este című filmdrámában is szerepel Meryl Streep és Vanessa Redgrave oldalán.
2011-es filmjéért, az Albert Nobbs című drámáért söpörte be karrierje legtöbb díját és jelölését. Ezért a filmért kapta meg a Golden Globe-jelölésen túl a 6. Oscar-díj jelölését is. A kritikusok úgy éltették az ő alakítását, hogy „Glenn Close karrierjének megkoronázása". 

## Magánélete
2006 februárban összeházasodott David Shaw-val, akivel már régóta együtt voltak. Jelenleg Maine-ben élnek. Close korábban Cabot Wade (1969–1971), majd pedig James Marlas (1984–1987) felesége volt.
Egyetlen gyermeke lánya, Annie Maude Starke (született 1988. április 26.) korábbi, John Starke-el való kapcsolatából, ami 1991-ben ért véget.
Close baseball-rajongó, a New York Mets szurkolója.

## Filmográfia

### Film
| Év   | Magyar cím                                     | Eredeti cím                                       | Szerep                          | Magyar hang        |
| ---- | ---------------------------------------------- | ------------------------------------------------- | ------------------------------- | ------------------ |
| 1982 | Garp szerint a világ                           | The World According to Garp                       | Jenny Fields                    | Fehér Anna         |
| 1983 | A nagy borzongás                               | The Big Chill                                     | Sarah Cooper                    | Bencze Ilona       |
| 1984 | Őstehetség                                     | The Natural                                       | Iris Gaines                     | Kútvölgyi Erzsébet |
| 1984 |                                                | The Stone Boy                                     | Ruth Hillerman                  |                    |
| 1984 | Greystoke – Tarzan, a majmok ura               | Greystoke: The Legend of Tarzan, Lord of the Apes | Jane Porter (hangja)            |                    |
| 1985 | Kicsorbult tőr                                 | Jagged Edge                                       | Theodosia "Teddy" Barnes        | Bánsági Ildikó     |
| 1985 |                                                | Maxie                                             | Jan Cheyney / Maxie Malone      |                    |
| 1987 | Végzetes vonzerő                               | Fatal Attraction                                  | Alexandra "Alex" Forrest        | Kútvölgyi Erzsébet |
| 1988 | Veszedelmes viszonyok                          | Dangerous Liaisons                                | Marquise Isabelle de Merteuil   | Moór Marianna      |
| 1988 | Gandahar                                       | Gandahar                                          | Queen Ambisextra (angol hangja) |                    |
| 1989 | A családban marad                              | Immediate Family                                  | Linda Spector                   | Csere Ágnes        |
| 1990 | A szerencse forgandó                           | Reversal of Fortune                               | Martha "Sunny" von Bülow        | Hámori Ildikó      |
| 1990 | Hamlet                                         | Hamlet                                            | Gertrude királyné               | Bánsági Ildikó     |
| 1991 | Hook                                           | Hook                                              | Gutless (cameo)                 |                    |
| 1991 | Találkozás Vénusszal                           | Meeting Venus                                     | Karin Anderson                  | Kovács Nóra        |
| 1993 | Kísértetház                                    | The House of the Spirits                          | Ferula Trueba                   | Bodnár Erika       |
| 1993 | Kísértetház                                    | The House of the Spirits                          | Ferula Trueba                   | Tímár Éva          |
| 1994 | Lapzárta                                       | The Paper                                         | Alicia Clark                    | Kovács Nóra        |
| 1996 | A gonosz csábítása                             | Mary Reilly                                       | Mrs. Farraday                   | Földi Teri         |
| 1996 | 101 kiskutya                                   | 101 Dalmatians                                    | Szörnyella De Frász             | Borbás Gabi        |
| 1996 | Támad a Mars!                                  | Mars Attacks!                                     | Marsha Dale First Lady          | Kútvölgyi Erzsébet |
| 1997 | Láger az édenkertben                           | Paradise Road                                     | Adrienne Pargiter               | Kovács Nóra        |
| 1997 | Az elnök különgépe                             | Air Force One                                     | Kathryn Bennett alelnök asszony | Kútvölgyi Erzsébet |
| 1997 | A boldogító nem                                | In & Out                                          | önmaga                          | Menszátor Magdolna |
| 1999 | Cuki hagyatéka                                 | Cookie's Fortune                                  | Camille Dixon                   | Borbás Gabi        |
| 1999 | Cuki hagyatéka                                 | Cookie's Fortune                                  | Camille Dixon                   | Kovács Nóra        |
| 1999 | Tarzan                                         | Tarzan                                            | Kala (hangja)                   | Menszátor Magdolna |
| 2000 | 102 kiskutya                                   | 102 Dalmatians                                    | Szörnyella De Frász             | Borbás Gabi        |
| 2000 | A nő ötször                                    | Things You Can Tell Just by Looking at Her        | Dr. Elaine Keener               | Menszátor Magdolna |
| 2001 | Birtokviszony                                  | The Safety of Objects                             | Esther Gold                     | Kútvölgyi Erzsébet |
| 2002 | Pinokkió                                       | Pinocchio                                         | Kék Tündér (angol hangja)       |                    |
| 2003 | Válás francia módra                            | Le Divorce                                        | Olivia Pace                     | Hámori Ildikó      |
| 2004 | A stepfordi feleségek                          | The Stepford Wives                                | Claire Wellington               | Kútvölgyi Erzsébet |
| 2005 | Keresztutak                                    | Heights                                           | Diana                           |                    |
| 2005 | Tarzan 2.                                      | Tarzan II                                         | Kala (hangja)                   | Menszátor Magdolna |
| 2005 | Elrabolva                                      | The Chumscrubber                                  | Carrie Johnson                  |                    |
| 2005 |                                                | Nine Lives                                        | Maggie                          |                    |
| 2005 | PiROSSZka – A jó, a rossz, a farkas, MEGAnagyi | Hoodwinked!                                       | Nagyi (hangja)                  | Szombathy Gyula    |
| 2007 | Este                                           | Evening                                           | Mrs. Wittenborn                 | Borbás Gabi        |
| 2011 | Megint Pirosszka! – Ellenrossz a rossz ellen   | Hoodwinked Too! Hood vs. Evil                     | Nagyi (hangja)                  |                    |
| 2011 | Albert Nobbs                                   | Albert Nobbs                                      | Albert Nobbs                    | Borbás Gabi        |
| 2014 | A lentnél is lejjebb                           | Low Down                                          | Gram                            | Borbás Gabi        |
| 2014 | A galaxis őrzői                                | Guardians of the Galaxy                           | Első Nova                       | Menszátor Magdolna |
| 2014 | Kizárólag öttől hétig                          | 5 to 7                                            | Arlene                          | Bánsági Ildikó     |
| 2015 |                                                | Anesthesia                                        | Marcia Zarrow                   |                    |
| 2015 |                                                | The Great Gilly Hopkins                           | Nonnie Hopkins                  |                    |
| 2016 | Warcraft: A kezdetek                           | Warcraft                                          | Alodi                           | Bánsági Ildikó     |
| 2016 | Kiéhezettek                                    | The Girl with All the Gifts                       | Dr. Caroline Caldwell           | Menszátor Magdolna |
| 2017 | Hét nővér                                      | What Happened to Monday                           | Nicolette Cayman                | Menszátor Magdolna |
| 2017 | Vad esküvő                                     | The Wilde Wedding                                 | Eve Wilde                       | Kovács Nóra        |
| 2017 | A férfi mögött                                 | The Wife                                          | Joan Castleman                  | Kútvölgyi Erzsébet |
| 2017 | A ferde ház                                    | Crooked House                                     | Lady Edith                      | Menszátor Magdolna |
| 2017 | Apavadászat                                    | Father Figures                                    | Helen Baxter                    | Borbás Gabi        |
| 2020 | Négy jó nap                                    | Four Good Days                                    | Deb                             | Kiss Mari          |
| 2020 | Vidéki ballada az amerikai álomról             | Hillbilly Elegy                                   | Mamó                            | Kútvölgyi Erzsébet |
| 2021 | Hattyúdal                                      | Swan Song                                         | Dr. Jo Scott                    |                    |
| 2023 | Rachel Stone – Mindent vagy semmit             | Heart of Stone                                    | Káró Király                     | Menszátor Magdolna |
| 2024 | Szabadíts meg a gonosztól                      | The Deliverance                                   | Alberta Jackson                 | Bánsági Ildikó     |
| 2024 | Balhés ikrek                                   | Brothers                                          | Cath Munger                     |                    |
| 2024 |                                                | The Summer Book                                   | nagymama                        |                    |
| 2025 | Újra akcióban                                  | Back in Action                                    | Ginny                           | Bánsági Ildikó     |

### Televízió
| Év        | Magyar cím                                                      | Eredeti cím                                                          | Szerep                        | Magyar hang        | Megjegyzések         |
| --------- | --------------------------------------------------------------- | -------------------------------------------------------------------- | ----------------------------- | ------------------ | -------------------- |
| 1975      |                                                                 | Great Performances                                                   | szomszéd                      |                    | 1 epizód             |
| 1979      | Túl messze vagy                                                 | Too Far to Go                                                        | Rebecca Kuehn                 | Szerencsi Éva      | tévéfilm             |
| 1979      |                                                                 | Orphan Train                                                         | Jessica                       |                    | tévéfilm             |
| 1982      |                                                                 | The Elephant Man                                                     | Alexandra hercegnő            |                    | tévéfilm             |
| 1984      | Apa és leánya                                                   | Something About Amelia                                               | Gail Bennett                  |                    | tévéfilm             |
| 1988      | Kőhalmok Ibarrában                                              | Stones for Ibarra                                                    | Sara Everton                  | Földi Teri         | tévéfilm             |
| 1989–1992 | Saturday Night Live                                             | Saturday Night Live                                                  | önmaga (házigazda)            |                    | 2 epizód             |
| 1991      | Feleség kerestetik                                              | Sarah, Plain and Tall                                                | Sarah Wheaton                 | Kútvölgyi Erzsébet | tévéfilm             |
| 1993      | A szél ellenében                                                | Skylark                                                              | Sarah Witting                 | Kovács Nóra        | tévéfilm             |
| 1995      | Ha hallgattál volna                                             | Serving in Silence: The Margarethe Cammermeyer Story                 | Margarethe Cammermeyer        |                    | tévéfilm             |
| 1995      | Az Actors Studio falai között                                   | Inside the Actors Studio                                             | önmaga                        |                    | 1 epizód             |
| 1995–2019 | A Simpson család                                                | The Simpsons                                                         | Mona Simpson (hangja)         |                    | 10 epizód            |
| 1997      | Esthomály                                                       | In the Gloaming                                                      | Janet                         |                    | tévéfilm             |
| 1999      | A tél vége                                                      | Sarah, Plain and Tall: Winter's End                                  | Sarah Witting                 | Hámori Ildikó      | tévéfilm             |
| 2000      |                                                                 | Baby                                                                 | Sophie felnőttként / narrátor |                    | tévéfilm             |
| 2001      | Lucy, az aranyásó                                               | The Ballad of Lucy Whipple                                           | Arvella Whipple               | Pápai Erika        | tévéfilm             |
| 2001      | Szerelem és háború                                              | South Pacific                                                        | Nellie Forbush                |                    | tévéfilm             |
| 2002      | Will és Grace                                                   | Will & Grace                                                         | Fanny Lieber                  |                    | 1 epizód             |
| 2003      | Megfestett sors                                                 | Brush with Fate                                                      | Cornelia Engelbrecht          |                    | tévéfilm             |
| 2003      | Az oroszlán télen                                               | The Lion in Winter                                                   | Eleonóra királyné             | Tímár Éva          | tévéfilm             |
| 2004      | Az elnök emberei                                                | The West Wing                                                        | Evelyn Baker Lang             |                    | 1 epizód             |
| 2004      | Vallatás                                                        | Strip Search                                                         | Karen Moore                   |                    | tévéfilm             |
| 2005      | The Shield – Kemény zsaruk                                      | The Shield                                                           | Monica Rawling százados       | Menszátor Magdolna | 13 epizód            |
| 2007–2012 | A hatalom hálójában                                             | Damages                                                              | Patricia "Patty" Hewes        | Menszátor Magdolna | 59 epizód            |
| 2015      |                                                                 | Louie                                                                | nő                            |                    | 1 epizód             |
| 2016      | Family Guy                                                      | Family Guy                                                           | önmaga (hangja)               | Menszátor Magdolna | 1 epizód             |
| 2017      |                                                                 | Sea Oak                                                              | Bernie nagynéni               |                    | próbaepizód          |
| 2018–2019 | Hárman a Földön: Arcadia meséi                                  | 3Below: Tales of Arcadia                                             | Mothership (hangja)           |                    | 22 epizód            |
| 2020      |                                                                 | Jeopardy! The Greatest of All Time                                   | önmaga                        |                    | 2 epizód             |
| 2022      | Nő a házban szemben az utca másik oldalán a lánnyal az ablakban | The Woman in the House Across the Street from the Girl in the Window | Nő a 2A ülésen                | Menszátor Magdolna | 1 epizód             |
| 2022      | Teherán                                                         | Tehran                                                               | Marjan Montazeri              |                    | főszereplő (2. évad) |

## Jelentősebb díjak és jelölések
| Év   | Kategória | Díj                                                           | Film                               |
|      |           | Oscar-díj                                                     |                                    |
| ---- | --------- | ------------------------------------------------------------- | ---------------------------------- |
| 1983 | jelölés:  | legjobb női mellékszereplő                                    | Garp szerint a világ               |
| 1984 | jelölés:  | legjobb női mellékszereplő                                    | A nagy borzongás                   |
| 1985 | jelölés:  | legjobb női mellékszereplő                                    | Őstehetség                         |
| 1988 | jelölés:  | legjobb női főszereplő                                        | Végzetes vonzerő                   |
| 1989 | jelölés:  | legjobb női főszereplő                                        | Veszedelmes viszonyok              |
| 2012 | jelölés:  | legjobb női főszereplő                                        | Albert Nobbs                       |
| 2019 | jelölés:  | legjobb női főszereplő                                        | A férfi mögött                     |
| 2021 | jelölés:  | legjobb női mellékszereplő                                    | Vidéki ballada az amerikai álomról |
|      |           | Golden Globe-díj                                              |                                    |
| 1985 | jelölés:  | legjobb női főszereplő (minisorozat vagy tévéfilm)            | Apa és leánya                      |
| 1986 | jelölés:  | legjobb női főszereplő (komédia vagy musical)                 | Maxie                              |
| 1988 | jelölés:  | legjobb női főszereplő (dráma)                                | Végzetes vonzerő                   |
| 1992 | jelölés:  | legjobb női főszereplő (televíziós minisorozat vagy tévéfilm) | Feleség kerestetik                 |
| 1996 | jelölés:  | legjobb női főszereplő (televíziós minisorozat vagy tévéfilm) | Ha hallgattál volna                |
| 1997 | jelölés:  | legjobb női főszereplő (komédia vagy musical)                 | 101 kiskutya                       |
| 2005 | díj:      | legjobb női főszereplő (televíziós minisorozat vagy tévéfilm) | Az oroszlán télen                  |
| 2006 | jelölés:  | legjobb női főszereplő (drámasorozat)                         | Kemény zsaruk                      |
| 2008 | díj:      | legjobb női főszereplő (drámasorozat)                         | A hatalom hálójában                |
| 2010 | jelölés:  | legjobb női főszereplő (dráma tévésorozat)                    | A hatalom hálójában                |
| 2012 | jelölés:  | legjobb női főszereplő (dráma)                                | Albert Nobbs                       |
| 2012 | jelölés:  | legjobb eredeti filmzene                                      | Albert Nobbs                       |
| 2013 | jelölés:  | legjobb női főszereplő (dráma tévésorozat)                    | A hatalom hálójában                |
| 2019 | díj:      | legjobb női főszereplő (dráma)                                | A férfi mögött                     |
| 2021 | jelölés:  | legjobb női mellékszereplő                                    | Vidéki ballada az amerikai álomról |
|      |           | Emmy-díj                                                      |                                    |
| 1984 | jelölés:  | legjobb női főszereplő (televíziós minisorozat vagy tévéfilm) | Apa és leánya                      |
| 1991 | jelölés:  | legjobb női főszereplő (televíziós minisorozat vagy tévéfilm) | Feleség kerestetik                 |
| 1993 | jelölés:  | legjobb női főszereplő (televíziós minisorozat vagy tévéfilm) | A szél ellenében                   |
| 1995 | díj:      | legjobb női főszereplő (televíziós minisorozat vagy tévéfilm) | Ha hallgattál volna                |
| 1997 | jelölés:  | legjobb női főszereplő (televíziós minisorozat vagy tévéfilm) | Esthomály                          |
| 2004 | jelölés:  | legjobb női főszereplő (televíziós minisorozat vagy tévéfilm) | Az oroszlán télen                  |
| 2005 | jelölés:  | legjobb női mellékszereplő (drámai tévésorozat)               | Kemény zsaruk                      |
| 2008 | díj:      | legjobb női főszereplő (drámai tévésorozat)                   | A hatalom hálójában                |
| 2009 | díj:      | legjobb női főszereplő (drámai tévésorozat)                   | A hatalom hálójában                |
| 2010 | jelölés   | legjobb női főszereplő (drámai tévésorozat)                   | A hatalom hálójában                |
| 2012 | jelölés   | legjobb női főszereplő (drámai tévésorozat)                   | A hatalom hálójában                |
|      |           | BAFTA-díj                                                     |                                    |
| 1990 | jelölés:  | legjobb női főszereplő                                        | Veszedelmes viszonyok              |
| 2019 | jelölés:  | legjobb női főszereplő                                        | A férfi mögött                     |
|      |           | Screen Actors Guild-díj                                       |                                    |
| 1996 | jelölés:  | legjobb színésznő (minisorozat vagy tévéfilm)                 | Ha hallgattál volna                |
| 1997 | jelölés:  | legjobb női színésznő (televíziós minisorozat vagy tévéfilm)  | Esthomály                          |
| 2004 | díj:      | legjobb női színésznő (televíziós minisorozat vagy tévéfilm)  | Az oroszlán télen                  |
| 2008 | jelölés:  | legjobb színésznő (drámasorozat)                              | A hatalom hálójában                |
| 2010 | jelölés:  | legjobb színésznő (drámasorozat)                              | A hatalom hálójában                |
| 2011 | jelölés:  | legjobb színésznő (drámasorozat)                              | A hatalom hálójában                |
| 2012 | jelölés:  | legjobb színésznő (drámasorozat)                              | A hatalom hálójában                |
| 2012 | jelölés:  | legjobb női főszereplő                                        | Albert Nobbs                       |
| 2018 | díj:      | legjobb női főszereplő                                        | A férfi mögött                     |
| 2021 | jelölés:  | legjobb női mellékszereplő                                    | Vidéki ballada az amerikai álomról |
|      |           | Szaturnusz-díj                                                |                                    |
| 1985 | jelölés:  | legjobb női főszereplő                                        | Maxie                              |
| 1996 | jelölés:  | legjobb női mellékszereplő                                    | 101 kiskutya                       |

## Fordítás
- Ez a szócikk részben vagy egészben  a   Glenn Close című angol Wikipédia-szócikk fordításán alapul.  Az eredeti cikk szerkesztőit annak laptörténete sorolja fel. Ez a jelzés csupán a megfogalmazás eredetét és a szerzői jogokat jelzi, nem szolgál a cikkben szereplő információk forrásmegjelöléseként.